# Aminath Nabeeha Abdul Razzaq
Aminath Nabeeha Abdul Razzaq (* 13. Juni 1999) ist eine maledivische Badmintonspielerin. 

## Karriere
Aminath Nabeeha Abdul Razzaq nahm 2014 im Alter von 15 Jahren an den Asienspielen teil. Sie schied dort mit der Damennationalmannschaft ihres Landes im Achtelfinale aus. Im Damendoppel unterlag sie in der ersten Runde gemeinsam mit Aishath Afnaan Rasheed gegen die Indonesierinnen Nitya Krishinda Maheswari und Greysia Polii mit 8:21 und 5:21.